# ライボ
株式会社ライボは、東京都渋谷区に本社を置く企業。
キャリアや就職・転職に特化した匿名相談サービスである『JobQ』の企画・運営を展開している。パーソルキャリアの子会社でもある。

## 概要
2015年に創立され、2019年にパーソルキャリアの完全子会社化された。
キャリアや就職・転職に特化した匿名相談サービスである『JobQ』の企画・運営するなど就職支援に特化したサービスを展開している。

## 沿革
- 2015年
  - 2月株式会社ライボ 設立
  - 4月JobQ 開始
  - 6月サイバーエージェント・ベンチャーズ（CAV）からシードラウンドで資金を調達(金額は非公開)[3]

- 2019年
  - 3月パーソルキャリアの完全子会社化[4]

## 創設まで
創業者の小谷匠氏は、学生時代から起業を考えていた。大学卒業後は営業職、エンジニア職などを経験したあと、アジアでのバックパッカーも経験する。ビジネスアイディアを模索し、国内でアイディアを練り、匿名相談サービス「JobQ」を開始する。
とても良い人。